# C/1948 E1 Pajdusakova-Mrkos
C/1948 E1 (Pajdusakova-Mrkos) è un cometa non periodica con orbita iperbolica, è stata scoperta da Ľudmila Pajdušáková e Antonín Mrkos il 13 aprile 1948 dall'Osservatorio astronomico di Skalnaté Pleso.